# همدم‌السلطنه پهلوی
فاطمه پهلوی (۳ اسفند ۱۲۸۱ – ۱۶ فروردین ۱۳۷۱) ملقب به همدم‌السلطنه فرزند بزرگ رضاشاه بود. در زمان سلطنت پدرش در مجالس و محافل مطرح نبود و بیش‌تر اوقات را با نامادری‌اش ملکه تاج‌الملوک می‌گذراند و همدم و مصاحب او بود. او با هادی آتابای ازدواج کرد. ثمره این ازدواج دو پسر به نام‌های امیررضا و سیروس و یک دختر به نام سیمین بود.
به گفته برخی منابع او فرزند مریم سوادکوهی بود و مادرش که اولین و تنها همسر رضاشاه تا زمان درگذشتش بود در جوانی درگذشت. او چندین بار توسط کمیته جمهوری اسلامی دستگیر شد، اما سرانجام آزاد شد. وی در سال ۱۳۷۱ درگذشت و در امامزاده طاهر (کرج) به خاک سپرده شد.